# 金日成政治大学
金日成政治大学是朝鲜人民军政治干部培训大学，位于朝鲜平壤市兄弟山区域。

## 历史
该大学最初为平壤学院（평양학원）政治官员班，该学院成立于 1945年11月17日，总部在南浦。1947年5月，政治军官班脱离学院建制，组建第二军官学校（제2군관학교），并迁往平壤。
学校于1952年2月更名为金策军官学校（김책군관학교），1972年2月更为现名。

## 课程
它为服役至少三年的入伍士兵和士官提供为期四年的政治官员培训课程。本课程的毕业生授少尉军衔，最优秀的毕业生授中尉军衔。
此外也有针对政治官员的补充课程。连级以上的政治干部可参加为期三年的职务补充课程，如要晋升干部，则可参加为期六个月的短期补充课程。
大学课程包括革命史、主体思想、主体军事理论、朝鲜劳动党方针、主体战术、战争史和军事科学。